# Ratpenat pescador gros
El ratpenat pescador gros (Noctilio leporinus) és una espècie de ratpenat pescador que viu a Amèrica del Sud i Central. Aquest ratpenat fa servir l'ecolocalització per detectar les ones creades pels peixos a l'aigua quan s'alimenten, i després fan servir la bossa entre les cames per atreure els peixos i les seves urpes esmolades per atrapar-los. No s'ha de confondre amb el ratpenat pescador petit que, tot i pertànyer al mateix gènere, més aviat captura insectes aquàtics, com els gèrrids d'aigua i els coleòpters d'aigua.
Emet una ecolocalització per la boca com el ratpenat d'aigua, encara que el so és bastant diferent, format per una freqüència llarga i constant al voltant dels 55 kHz, el qual és una freqüència rarament alta per un ratpenat d'aquesta mida.

## Descripció
El ratpenat pescador gros és un ratpenat gran que fa entre 10,9 i 12,7 centímetres i pesa entre 50 i 90 grams. Els mascles tendeixen a ser més grans que les femelles, amb una mitjana de 67 grams en el cas dels mascles i de 56 grams en el cas de les femelles. També són diferents en el color del pelatge. Els mascles tenen un pelatge d'un color taronja brillant a l'esquena mentre que les femelles el tenen de color gris. No obstant això, ambdós sexes tenen el revers pàl·lid i poden tenir una línia pàl·lida que recorre el centre de l'esquena. Aquesta espècie té unes fosses nasals arrodonides que s'obren cap endavant i avall. Té unes orelles allargades i puntegudes amb un trague encarat cap a la vora exterior. Té llavis suaus, encara que el llavi superior està dividit per un plec de pell, mentre que el llavi inferior té una berruga per sobre els plecs de pell que s'estenen fins a la barbeta.
El ratpenat pescador gros té una envergadura d'ales d'un metre. L'ala d'aquesta espècie és més llarga que el cap i el cos combinats i un 65% de la seva envergadura prové del tercer dit. El moviment de les seves ales és lent quan vola. Neda amb prou habilitat remant amb les ales. Té unes bosses a les galtes que són útils per emmagatzemar l'aliment. Les potes posteriors i els peus són particularment grossos.

## Distribució i hàbitat
Viu des de Mèxic fins al nord de l'Argentina i la majoria d'illes del Carib. Encara que enorme, la seva àrea de distribució també és desigual, ja que es limita a les terres baixes prop de l'aigua i zones costaneres així com les conques fluvials. Hi ha variacions geogràfica de l'espècie que estan classificades com a subespècies. Els individus del Carib són grans i solen tenir la franja dorsal mitjana pàl·lida, tot i que varien en el pelatge. A les guaianes i la conca de l'amazones, són més petits i foscos i no tenen la franja dorsal mitjana pàl·lida. A l'est de Bolívia, al sud del Brasil i al nord de l'Argentina tendeixen a ser grans i pàl·lids, més del que ho són altres subespècies.
El ratpenat pescador gran viu principalment a les terres baixes tropicals, on es troben normalment als estanys i rierols, així com als estuaris i llacunes costaneres.

## Ecologia
Viu en colònies que es conten per centenars d'individus. A Trinitat i Tobago, es refugien a forats d'arbres com el mangle vermell i la balata vermella. També es refugien en coves marines profundes. Com la majoria de ratpenats són animals nocturns.
Les femelles estan en juntes en grups mentre descansen, solen anar acompanyades per un mascle i s'associen amb els mateixos individus al mateix lloc durant molts anys sense veure's afectades pels canvis en els mascles i els moviments del grup a diferents refugis. Un mascle pot estar amb un grup de femelles durant dues o més temporades reproductives. Els mascles solters estan separats de les femelles i poden viure sols o en petits grups. Les femelles cerquen aliment en solitari o amb els seus companys de refugi, amb grups estables de femelles que segueixen cercant aliment a les mateixes àrees durant molt de temps. Els mascles s'alimenten sols a àrees més grans i separades de les de les femelles.

### Dieta i caça
El ratpenat pescador gros és una de les poques espècies de ratpenats que s'ha adaptat a menjar peix. No obstant això, s'alimenta tant de peixos com d'insectes. Durant l'estació plujosa, la seva font principal d'aliments són els insectes, com les arnes i els coleòpters. Durant l'estació seca, s'alimenten principalment de peixos, així com crancs, escorpins i carideus, en menor mesura. Caça peixos especialment durant la marea alta localitzant-los fent ús de l'ecolocalització. Quan cerca preses, vola alt i en cercles. Si detecta un peix saltant, descendeix fins prop de la superfície de l'aigua al lloc on feu el salt i disminueix la durada del pols i la periodicitat dels seus senyals d'ecolocalització. El ratpenat pescador gros també pot cercar aliment arrossegant els peus sobre la superfície de l'aigua. Utilitza aquesta tècnica a les zones on els salts dels peixos són més freqüents o en àrees on prèviament havia fet una captura amb èxit.

### Ecolocalització
Emeten uns senyals d'ecolocalització que són o bé a una freqüència constant (CF), freqüència modulada (FM) o una combinació de les dues (CF-FM). Els senyals més llargs són els senyals de freqüència constant que duren típicament 13,3 ms, podent arribar als 17 ms. Els senyals combinats de freqüència constant i modulada són senyals de freqüència constant seguits de senyals de freqüència modulada. En aquest tipus de senyals, la primera és de 8,9 ms amb una freqüència entre 52,8 i 56,2 kHz, mentre que la segona té una durada de 3,9 ms amb una amplada de banda de 25,9 kHz. Tenen dos tipus de senyals durant el vol. Al primer tipus els impulsos de freqüència constant comencen a 60 kHz i poden caure no més enllà de 50 kHz. Al segon, els impulsos de freqüència constant comencen a 60 kHz i poden caure durant més d'una octava.

### Reproducció
L'embaràs de les femelles té lloc des del setembre fins al gener i la lactància comença al novembre i s'allarga fins a l'abril. A cada gestació només neix una cria. Els mascles s'aparellen principalment a la tardor i a l'hivern. Els joves romanen al refugi durant un mes fins que poden volar per si mateixos. Tant el mascle com la femella tenen cura dels joves.

### Estat de conservació
Encara que en conjunt no es tracta d'una espècie en perill, està amenaçada per la contaminació de l'aigua, la persecució, els canvis de nivells d'aigua i la desforestació.